# Ligyra punctipennis
Ligyra punctipennis är en tvåvingeart som först beskrevs av Macquart 1850.  Ligyra punctipennis ingår i släktet Ligyra och familjen svävflugor. Inga underarter finns listade i Catalogue of Life.